# Hanatarash
ハナタラシ (japanisch Rotznase), transkribiert Hanatarash anfangs als Hanatarashi aktiv, war ein 1983 gegründetes und seit 1998 inaktives Japanoise-Projekt.

## Bedeutung
Aufgrund radikaler Auftritte ist das Duo Hanatarash als „eine der gefährlichsten Bands aller Zeiten“ oder gar als die „gefährlichste Band aller Zeiten“ bekannt. Einige der Konzerte des Duos brachten dabei die Musiker und das Publikum in Lebensgefahr. Durch die Musik, die Auftritte und den daran gebundenen Ruf zählt Hanatarash zu den einflussreichsten und populärsten Interpreten des Japanoise und gilt als eine der paradigmatischen Bands für die Wahrnehmung des Japanoise und des Noise. Erzählungen über die wenigen Auftritte wurden kanonische Legenden über die außer Kontrolle geratene Destruktivität des Noise.

## Geschichte

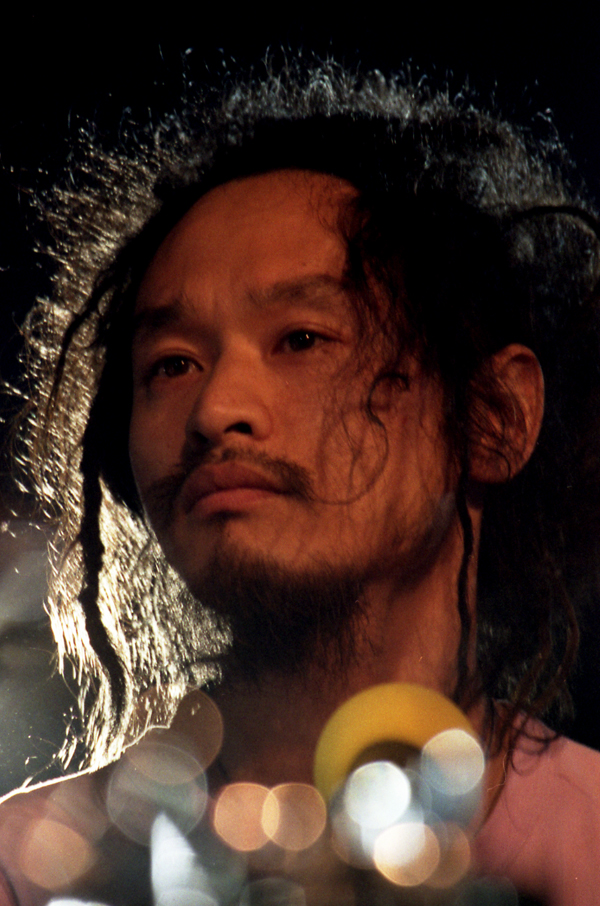
Yamataka Eye

Yamantaka Eye und Mitsuru Tabata gründeten Hanatarash, nachdem sie Mitte der 1980er Jahre als Stagehands eines Auftritts der Gruppe Einstürzende Neubauten in Osaka gearbeitet hatten. Eye und Tabata gründeten die Gruppe als Hanatarashi und benannten sie nach der Veröffentlichung des Debüts in Hanatarash um.
Schon zu einem ihrer ersten Auftritte trug Eye eine tote Katze auf die Bühne und hackte sie mit einer Machete in zwei Hälften. Populär wurde ein Auftritt zu welchem sich Eye eine laufende Kreissäge auf den Rücken schnallte. Damit die Säge permanent lief überbrückte er die Sicherheitsvorkehrungen der Säge. Doch während des Auftritts löste sich die Säge, baumelte an dem Gurt, grub sich in seinen Schenkel und trennte ihm so beinah das Bein ab. Eye spielte das Set blutend zu Ende. Bekannt waren weiter Auftritte mit Abrisswerkzeug und ins Publikum geworfene Glasscherben, Metallstücken und zerstörten Maschinen. „Eine Konzertlocation in Kyoto musste nach einer Show der Band sogar schließen, weil die Zerstörung zu verheerend war.“ Dabei erzeugten die geworfenen Teile weniger Lärm als gedacht. Die Live-‚Musik‘ des Duos wurde mitunter vom Publikum übertönt.
Entsprechend der Exzesse ließ die Band das Publikum Verzichtserklärungen unterschreiben. Im Jahr 1985 fuhr Eye einen Minibagger durch eine Wand des Veranstaltungssaals und riss die Bühne ab. Aufgehalten wurde Eye bei dem Auftritt, als er einen Molotowcocktail in die Menge werfen wollte.
Schnell erhielt Hanatarash damit Aufmerksamkeit von Fans und Polizei. Unter dem Druck der Behörden fand sich die Gruppe zu einem letzten Auftritt zusammen, bei dem erneut ein Minibagger zum Einsatz kam. Konzertveranstalter buchten die Gruppe nicht mehr und Hanatarash wurden weitere Auftritte untersagt und löste sich kurzerhand 1985 auf. Nach der Reunion im Jahr 1990 musste Eye beteuern, gemäßigter zu agieren.
Zum Ende der 1980er und Beginn der 1990er Jahre wurde Hanatarash international bekannt. Thurston Moore entdeckte Japanoise während einer Tournee von Sonic Youth für sich und kaufte mehrere Kassetten national bekannter Genreinterpreten. Darunter auch Hanatarash. Entsprechend war die Musik des Duos ein Teil jener, die Moore 1995 für seinen Remix des Stücks Rising von Yoko Ono nutzte.
David Hopkins, der Betreiber des Labels Public Bath, veröffentlichte 1990 die Kompilation Japan Bashing Volume 1 mit Beiträgen von Boredoms, Hanatarash, Omoide Hatoba und UFO or Die. Die Kompilation war Teil der Welle erhöhter Aufmerksamkeit durch die Hanatarash in den Vertrieb kleiner Musikgeschäfte und die Rotation verschiedener College-Radios gelang. Hopkins, der zu Beginn der 1980er umgesiedelt war, machte so eine Band wie Hanatarash beim amerikanischen Indie-Publikum bekannt.
Nach 1998 blieben weitere Aktivitäten des Duos aus.

## Stil
Die Musik von Hanatarash entspricht dem radikalen Japanoise. Eine disharmonische Mischung aus hochfrequenten Rückkopplungen, unkontrollierter Lautstärke, unkonventionellen Taktschlägen und, nicht als Sprache erkennbar, geschrieenen Texten.

## Diskografie
| Studioalben - 1985: ハナタラシ (Alchemy Records) - 1988: ハナタラシ 2 (Alchemy Records) - 1989: ハナタラシ 3 (RRRecords) - 1994: 4: AIDS-A-Delic (Public Bath) - 1996: 5 (Shock City, Trattoria) MC und Demoaufnahmen - 1984: Take Back Your Penis!! (Condome Cassex) - 1984: Noisexa (Condome Cassex) - 1984: Bombraining (Condome Cassex) - 1984: Man of Noise = ノイズ個人 (Condome Cassex) - 1984: Dead Eye (Condome Cassex) - 1984: Honey Go-Go (Condome Cassex) - 1984: ライブ (Condome Cassex) - 1988: Buy My Bone (Selbstverlag) | Singles und EPs - 1990: We Are Nuts (? Ltd.) - 1996: Total Retardation (Vinyl Communications) Split und Kollaborationen - 1984: Ohne Titel (Mit Merzbow, ZSF Produkt, Condome Cassex) - 1984: Disembody (Mit KK Null und Merzbow, Nux Organization) - 1986: 地獄の子守唄 (Mit Kyōakukyōjindan, Murderous Tapes) - 1992: The Hanatarash and His eYe (Mit eYe, Public Bath) - 1995: Born to be Wild (Mit eYe, Public Bath) - 1998: Ohne Titel (Mit Runzelstirn & Gurgelstock und Eb.ersonna, Chi.Pflug) - 1998: Tiefpunkt (Mit Runzelstirn & Gurgelstock und Eb.ersonna, Tochnit Aleph) - 2006: Fatanarchy on Airtube (Mit Evil Moisture, Harbinger Sound, Tochnit Aleph) | Kompilation - 1985: ワースト セレクション (P.C.M) Live - 1984: 8448-412 At Jack Osaka (Condome Cassex) - 1984: Live 1984 3.24 (Condome Cassex) - 1984: Live!! 84 Dec. 16 Zabo-Kyoto (Condome Cassex) - 1984: Live Axtion! 1984-1-29 & -4-20 (Condome Cassex) - 1984: Ohne Titel (Condome Cassex) - 1993: Live!! 82 Apr. 12 Studio Ahiru-Osaka (Mom ‘N’ Dad Productions) Live-Videoalbum - 1985: Cock Aktion (Condome Cassex, Marz) |